# Raouliopsis
Raouliopsis är ett släkte av korgblommiga växter. Raouliopsis ingår i familjen korgblommiga växter.
Kladogram enligt Catalogue of Life:
| Raouliopsis | \| \| Raouliopsis pachymorpha \| \| \| \| \| \| Raouliopsis seifrizii \| \| \| \| |
|             | \| \| Raouliopsis pachymorpha \| \| \| \| \| \| Raouliopsis seifrizii \| \| \| \| |
|             | Raouliopsis pachymorpha                                                           |
|             |                                                                                   |
|             | Raouliopsis seifrizii                                                             |
|             |                                                                                   |